# 6. јануар
6. јануар је шести дан у години у Грегоријанском календару. 359 дана (360 у преступним годинама) остаје у години после овог дана.

## Догађаји
- 1066 — После смрти Едварда Исповедника претходног дана, Витан се састаје да потврди Харолда Годвинсона за последњег енглеског англосаксонског краља.; Харолд је крунисан истог дана, што је изазвало кризу сукцесије која ће на крају довести до норманског освајања Енглеске. Погинуо је исте године код Хестингса у бици против претендента на енглески престо норманског војводе Вилијама Освајача.
- 1118 — Реконквиста: Алфонс II Арагонски осваја Сарагосу.
- 1148 — Војска Иконијског султаната је поразила крсташе у бици на планини Кадмус.
- 1169 — Француска и Енглеска су склопиле мир приликом сусрета два краља Луја VII и Хенрија II у Монмирају.
- 1205 — Филип Швапски постаје римско-немачки краљ.
- 1322 — У манастиру Жича крунисан је српски краљ Стефан Дечански, син краља Милутина, победивши у бици свог полубрата Стефана Константина. Његов син је на истој церемонији крунисан за „младог краља“. Током владавине до 1331. победио је војску босанских феудалаца, а кад су Бугарска и Ромеја (Византија) против Србија склопиле војни савез, не чекајући напад, потукао је Бугаре код Велбужда и осигурао превласт над Македонијом, чиме је српска држава постала најмоћнија на Балкану. У спомен на ту битку на Метохији је подигао манастир Дечани, по којем је назван Дечански. На крају је доживео да га са престола збаци син Душан.
- 1355 — Карло IV крунисан је за краља Италије.
- 1449 — Константин XI је крунисан за византијског цара
- 1492 — Краљ Фернандо и краљица Изабела победоносно су ушли у Гранаду, након што је њихова војска поразила Боабдила, последњег емира Гранаде, чиме је окончана реконкиста – поновно освајање Пиринејског полуострва које је од 711. године било под арапском влашћу.
- 1579 — Потписана је Арашка унија католичких низоземских провинција против северних протестантских провинција.
- 1641 — Араучки рат: Прослављен је први парламент Квилина, који је привремено зауставио непријатељства између Мапучеа и Шпанаца у Чилеу.
- 1661 — Пети монархисти безуспешно су покушали да преузму контролу над Лондоном у Енглеској. Побуна је угушена након неколико дана.
- 1690 — Јозеф I је постао цар Светог римског царства.
- 1781 — Битка код Џерзиja: Британци поразили Французе и тако одбили њихов последњи покушај инвазије на Џерзи.
- 1809 — Комбиноване британске, португалске и колонијалне бразилске снаге започеле су инвазију на Гвајану током Наполеонових ратова.
- 1810 — Миром у Константинопољу Турска је предала Русији полуострво Крим и област Кубан.
- 1816 — Император Александар I Павлович је потписао наређење за протеривање исусоваца из Санкт Петербурга и Москве.
- 1832 — Након низа покушаја да у сарадњи са Аустријом збаце владике из династије Петровића, последњи гувернадур Вуколај Радоњић је протеран из Црне Горе.
- 1847 — Самјуел Колт добија свој први уговор о продаји револверских пиштоља влади Сједињених Држава.
- 1853 — Указом кнеза Александра Карађорђевића, основан Горњи Милановац.
- 1900 — Други бурски рат: Бури нападају тврђаву у Ладyсмитху након што су је држали под опсадом, али су их британске снаге потиснуле.
- 1912 — Нови Мексико постао 47. савезна држава САД.
- 1916 — 
  - Први светски рат: Почела је петодневна битка Прве санџачке дивизије под називом Мојковачка битка у којој су Црногорци под командом сердара Јанка Вукотића са својих 6.500 бораца одбили офанзиву знатно јачих аустроугарских снага. Непријатељске снаге које су учествовале у борбама су 53. и 62. аустроугарска дивизија а бројале су око 22.000 војника. У време повлачења српске војске правцем Андријевица – Подгорица – Скадар, Црногорци су невиђеном храброшћу, потиснули троструко јачег непријатеља и српској војсци омогућили пролаз до албанског приморја.
  - Први светски рат: У Медовском заливу у Албанији потонуо италијански поштански брод СС Бриндизи након што је ударио у мину усмртивши 450 путника са нашим исељеницима - добровољцима из Канаде и САД, који су кренули у Србију и Црну Гору да помогну у рату против Централних сила.
- 1929 — Краљ Срба, Хрвата и Словенаца Александар I Карађорђевић укинуо је Видовдански устав, распустио Народну скупштину и завео личну власт у држави, што је означило почетак Шестојануарске диктатуре, којом је краљ Александар укинуо парламентарни живот и увео лични режим заснован на идеји „интегралног југословенства”. Краљевина Срба, Хрвата и Словенаца добија назив Краљевина Југославија (а тиме Александар постаје краљ Југославије), тако да је промењена њена територијална организација увођењем девет административних јединица (Дравска бановина, Дринска бановина, Моравска бановина, Приморска бановина, Савска бановина, Вардарска бановина, Врбаска бановина и Зетска бановина). Београд са Панчевом и Земуном представљао је посебно управно подручје.
- 1940 — Немци врше масовна погубљења Пољака у Познању.
- 1941 — Председник САД Френклин Рузвелт је у говору у Конгресу дефинисао амерички циљ о „четири слободе“ - слободу говора, слободу религије, слободу од страха и слободу од сиромаштва.
- 1945 — Други светски рат: Председник Националног комитета за ослобођење Југославије и врховни командант Народноослободилачке војске, Маршал Југославије Јосип Броз Тито и шеф британске војне мисије Фицрој Маклејн су склопили споразум о успостављању ваздухопловне базе код Задра за потребе савезничког ваздухопловства у борби против немачких снага.
- 1950 — Уједињено Краљевство је признало Народну Републику Кину; као одговор на то Република Кина (Тајван) прекинула дипломатске односе с Уједињеним Краљевством.
- 1951 — Корејски рат: Почетак масакра у Гангви, где се процењује да је страдало између 200-1.300 симпатизера јужнокорејских комуниста.
- 1960 — Тероризам: Постављена је бомба у авиону Даглас ДЦ-6, компаније Натионал Аирлинес на лету 2511, док је био на путу од Њујорка до Мајамија. У авиону је било 5 чланова посаде и 29 путника и сви су страдали када је експлодирала бомба у авиону.
- 1963 — Ирански шах Реза Шах Пахлави почео је „белу револуцију“ увођењем аграрне реформе и права гласа за жене.
- 1967 — Вијетнамски рат: Амерички маринци и трупе Армије Јужног Вијетнама покрећу операцију под кодним именом Кућа на палуби 5 у делти реке Меконга.
- 1978 — Круна Светог Стефана, првог хришћанског мађарског краља, коју су однели Американци после Другог светског рата, враћена је у Мађарску.
- 1989 — Тероризам: Сатвант Синг и Кехар Синг осуђени су на смрт због завере у атентату на премијерку Индиру Ганди; њих двојица су погубљени истог дана.
- 1992 — 
  - Вељко Кадијевић Савезни министар одбране војске СРЈ даје оставку.
  - Председник Грузије Звиад Гамсакхурдиа побегао је из земље као резултат војног пуча.
- 1993 — Јединице индијских граничних снага безбедности убиле су 55 цивила у Сопореу, Џамуу и Кашмиру, из освете након што су милитанти убили неколико њихових људи.
- 1995 — У провинцији Шанси на северу Кине погинуло је најмање сто људи у експлозији после судара два теретна воза натоварена тонама тринитротолуола.
- 2000 — Јаке полицијске снаге раздвајале су два скупа на Цетињу у Црној Гори где су Српска православна црква и самопрокламована Црногорска православна црква одржавале централно божићно славље на Бадњи дан.
- 2002 — Тероризам: Петнаестогодишњи Чарлс Бишоп погинуо је када се у авиону „Цесна 172“ обрушио на зграду Банке Америке у центру града Тампа на Флориди. У поруци која је потом пронађена изразио је симпатије према Осами бин Ладену и подржао терористичке нападе на Њујорк и Вашингтон 11. септембра 2001.
- 2003 — Мировни преговори Тамилских тигрова и владе Шри Ланке означили су мали помак у помирењу након 19 година дугог грађанског рата.
- 2009 — Операција Ливено олово: Израел извршио напад на Газу која је започета још 27. децембар 2008. Уопштено, борба између Хамаса и Израела се из руралних области преселила у густо насељене области. У пријатељској ватри погинула су три израелска војника, 24 је рањено (једно смртно и три тешко) у северној Гази када је израелски тенк испалио хитац у зграду у којој су се налазили израелски војници. У другом сличном инциденту погинуо је још један израелски војник. Такође у тој операцији је од израелске тенковске гранате у згради школе УН-а у Džabalijи је погинуло 40 Палестинаца који су се ту склонили током борби између израелске војске и бораца Хамаса.
- 2011 — Митрополит Српске православне цркве у Црној Гори Амфилохије проклео је на Бадње вече у Бару све оне који заговарају рушење нелегално постављене металне цркве на Румији. „Ко срушио тај храм, Бог га срушио и њега и његово потомство и часни крст му судио“, казао је Амфилохије. Румија је вековима била симбол екуменизма где су се по традицији окупљали представници све три заједнице. Годинама су на Тројичин дан припадници, православне, исламске и католичке вере заједнички износили крст Св. Владимира на Румију.
- 2012 — Тероризам: Двадесет шест људи је погинуло, а 63 рањено када се бомбаш самоубица разнео у полицијској станици у Дамаску.
- 2016 — Нуклеарно оружје: Северна Кореја је изјавила како је тестирала по први пут хидрогенску бомбу, а пре тога је три пута користила пробе које користе нуклеарну фисију и то 2006, 2009, 2013. као и ова 2016. године, због чега су се побуниле бројне државе, а међу којима су САД, Русија, Кина и Јапан, где су осудиле режим Пјонгјанга, па из тих разлога УН су им увеле међународне санкције.
- 2019 — Малезијски краљ Мухамед Пети абдицирао је након само две године на престолу. Према јединственом систему који постоји откако је Малезија 1957. добила независност од Велике Британије, девет наследних владара малезијских савезних држава се смењују на краљевском трону на сваких пет година.
- 2021 — Демонстрације: Демонстранти који су се окупили у Вашингтону упали су у зграду Конгреса на Капитолу, током нереда петоро људи је изгубило живот.

## Рођења
- 1367 — Ричард II Плантагенет, енглески краљ (1377—1399). (прем. 1400)[1]
- 1822 — Хајнрих Шлиман, немачки археолог. (прем. 1890)[2]
- 1838 — Макс Брух, немачки композитор и диригент. (прем. 1920)[3]
- 1848 — Христо Ботев, бугарски песник, револуционар и публициста. (прем. 1876)
- 1859 — Војислав Суботић, српски хирург, један од оснивача Медицинског факултета у Београду. (прем. 1923)[4]
- 1861 — Виктор Хорта, белгијски архитекта и дизајнер. (прем. 1947)[5]
- 1862 — Божидар Карађорђевић,  cрпски уметник и писац о уметности, светски путник и изданак српске династије Карађорђевић. (прем. 1908)[6]
- 1888 — Стеван Мољевић, српски и југословенски правник, политичар и публициста. (прем. 1959)[7]
- 1913 — Лорета Јанг, америчка глумица. (прем. 2000)[8]
- 1915 — Алан Ватс, британски филозоф и писац. (прем. 1973)[9]
- 1927 — Александар Деспић, српски хемичар и технолог. (прем. 2005)[10]
- 1933 — Ђорђе Кадијевић, српски редитељ, сценариста, историчар уметности и ликовни критичар.[11]
- 1935 — Љиљана Јанковић, српска глумица. (прем. 2022)[12]
- 1938 — Адријано Челентано, италијански музичар, комичар, глумац, редитељ и ТВ водитељ.[13]
- 1939 — Валериј Лобановски, украјински фудбалер и фудбалски тренер. (прем. 2002)[14]
- 1946 — Сид Барет, енглески музичар, најпознатији као суоснивач, гитариста и певач групе Pink Floyd. (прем. 2006)[15]
- 1947 — Небојша Ђукелић, српски филмски критичар и редитељ, новинар и уредник РТС-а. (прем. 1996)[16]
- 1953 — Малколм Јанг, аустралијски музичар, суоснивач и ритам гитариста групе AC/DC. (прем. 2017)[17]
- 1955 — Роуан Аткинсон, енглески глумац, комичар и сценариста.[18]
- 1960 — Најџела Лосон, енглеска кулинарка, новинарка и ТВ водитељка.[19]
- 1966 — Ипче Ахмедовски, српски певач. (прем. 1994)[20]
- 1969 — Илије Думитреску, румунски фудбалер и фудбалски тренер.[21]
- 1969 — Норман Ридус,  амерички глумац.
- 1978 — Рубен Рамирез Идалго, шпански тенисер.[22]
- 1982 — Гилберт Аринас, амерички кошаркаш.[23]
- 1982 — Еди Редмејн, енглески глумац.[24]
- 1986 — Сергиј Стаховски, украјински тенисер.[25]
- 1986 — Алекс Тарнер, енглески музичар и музички продуцент, најпознатији као фронтмен групе Arctic Monkeys.[26]
- 1986 — Ирина Шејк, руски модел и глумица.[27]
- 1990 — Милош Цветковић, српски фудбалер.[28]
- 1994 — Никола Јовановић, српски кошаркаш.[29]
- 1998 — Аксел Бакајоко, француски фудбалер.[30]
- 1999 — Бојан Цвјетићанин, словеначки музичар и фронтмен групе Joker Out.

## Смрти
- 1275 — Свети Рејмонд из Пенафорта, доминикански каноничар. (рођ. 1175)[31]
- 1829 — Јозеф Добровски, чешки слависта. (рођ. 1753)[32]
- 1852 — Луј Брај, француски учитељ творац писма за слепе. (рођ. 1809)[33]
- 1884 — Грегор Мендел, чешки свештеник, биолог и ботаничар. (рођ. 1822)[34]
- 1919 — Теодор Рузвелт, председник САД. (рођ. 1858)[35]
- 1919 — Жак Ваше, француски дадаиста. (рођ. 1895)[36]
- 1949 — Виктор Флеминг, амерички филмски режисер. (рођ. 1883)[37]
- 1990 — Павел Черенков, совјетски физичар. (рођ. 1904)[38]
- 1993 — Џон Беркс „Дизи“ Гилеспи, амерички трубач, певач и композитор. (рођ. 1917)[39]
- 1993 — Рудолф Хаметович Нурејев, руски балетски играч и кореограф. (рођ. 1938)[40]
- 2019 — Жељко Мијановић, југословенски и српски драматург и сценариста. (рођ. 1960)[41]

## Празници и дани сећања
- Српска православна црква слави[42]:
  - Бадњи дан
  - Преподобну мученицу Евгенију
  - Преподобног Николу војводу
  - Светог мученика Кастула
  - Свете мученике Сосија и Теоклија
  - Свету мученицу Василу
  - Свештеномученика Филипа
  - Свете мученике Прота и Јакинта
  - Светог мученика Ахаика
  - Светог мученика Антиоха Афродисија
  - Преподобног Витимиона
  - Светог мученика Ахмеда
  - Свештеномученика Сергија Мечова[2]
- Римокатоличка црква слави
  - Богојављење
  - Света Три Краља